# (466435) 2013 TE57
(466435) 2013 TE57 es un asteroide perteneciente al cinturón de asteroides, descubierto el 23 de octubre de 1997 por el equipo Spacewatch desde el Observatorio Nacional de Kitt Peak (Arizona, Estados Unidos).